# 5월 8일
5월 8일은 그레고리력으로 128번째(윤년일 경우 129번째), 뒤에서부터는 238번째 날에 해당한다.

## 사건
- 1541년 - 스페인의 탐험가 에르난도 데 소토가 유럽인으로서는 최초로 미시시피강을 발견하다.
- 1721년 - 교황 인노첸시오 13세, 244대 로마 교황 취임.
- 1842년 - 프랑스 파리시에서 열차 충돌 사고 발생. 59명 사망.
- 1846년 - 멕시코-미국 전쟁: 팔로 알토 전투가 일어나다.
- 1945년 - 제2차 세계 대전에서 나치 독일이 연합국에 무조건 항복하다.
- 2008년 - 이탈리아, 실비오 베를루스코니가 이탈리아의 80번째 총리직을 시작하다.

## 문화
- 1886년 - 미국의 약사이자 발명가인 존 펨버턴이 약국에서 후에 코카-콜라로 불리게 된 음료를 처음으로 판매하다.
- 1954년 - 아시아 축구 연맹이 설립되다.
- 1956년 - 대한민국 국회가 어머니날을 제정하다. 이 날의 이름은 1973년 3월 30일에 어버이날로 바뀐다.
- 1970년 - 비틀즈의 마지막 앨범 《Let It Be》가 발매되다.
- 1990년 - 문화방송의 탐사보도 프로그램 PD수첩 첫방송.
- 2011년 - 2011년 한국 프로 야구에서 KIA 타이거즈 대 SK와이번스의 경기에서 최초로 11회말에 연장 끝내기 삼중살이 나왔다.
- 2013년 - 2013년 한국 프로 야구에서 두산 베어스 대 SK와이번스의 경기에서 최초로 10점차 역전승을 거뒀다.

## 탄생
- 1641년 - 네덜란드의 외교관, 암호학자, 해양 작가겸 암스테르담 시장 니콜라스 빗선. (~1717년)
- 1653년 - 프랑스의 루이 14세시대 유명한 장군 클로드루이엑토르 드 빌라르 공작. (~1734년)
- 1737년 - 영국의 역사가 에드워드 기번. (~1794년)
- 1828년 - 국제적십자위원회의 창시자 앙리 뒤낭. (~1910년)
- 1864년 - 대한민국의 독립운동가 겸 승려 백용성. (~1940년)
- 1889년 - 대한민국의 독립운동가 겸 언론인 송진우. (~1945년)
- 1884년 - 미국의 제33대 대통령 해리 S. 트루먼. (~1972년)
- 1892년 - 영국의 예술사회학자 아르놀트 하우저. (~1978년)
- 1895년 - 미국의 로마 가톨릭 주교 풀턴 신. (~1979년)
- 1899년 - 오스트리아의 경제학자 프리드리히 하이에크. (~1992년)
- 1906년 - 이탈리아의 영화감독 로베르토 로셀리니. (~1977년)
- 1911년 - 미국의 싱어송라이터 로버트 존슨. (~1938년)
- 1916년 - 브라질의 수영 선수, FIFA 회장 주앙 아벨란제. (~2016년)
- 1925년 - 탄자니아의 정치인 알리 하산 므위니. (~2024년)
- 1926년
  - 영국의 동물학자, 방송인 데이비드 애튼버러.
  - 미국의 영화배우, 희극인 돈 리클스. (~2017년)
- 1927년 - 헝가리의 추기경 퍼슈커이 라슬로. (~2015년)
- 1930년 - 대한민국의 작곡가 박춘석. (~2010년)
- 1935년 - 잉글랜드의 축구 선수 잭 찰턴. (~2020년)
- 1936년 - 대한민국의 의사 출신 교육자 김병수.
- 1937년
  - 대한민국의 배우 신성일. (~2018년)
  - 대한민국의 정치인 국종남. (~2024년)
  - 미국의 소설가 토머스 핀천.
- 1939년 - 대한민국의 언론 출신 정치인 강용식. (~2025년)
- 1943년 - 스웨덴의 배우 토마스 폰 브룀센.
- 1946년 - 대한민국의 배우 김용건.
- 1949년 - 뉴질랜드의 축구 선수 존 힐.
- 1950년 - 이란의 배우 파리마 파르자미. (~2023년)
- 1952년 - 대한민국의 배우, 방송인 이덕화.
- 1955년
  - 대한민국의 야구 선수 하기룡. (~2021년)
  - 에티오피아의 정치인, 대통령 멜레스 제나위. (~2012년)
- 1958년 - 대한민국의 전 야구 선수, 야구 감독 김시진.
- 1959년 - 대한민국의 희극인, 대학교수 김종석.
- 1960년
  - 이탈리아의 전 축구 선수 프란코 바레시.
  - 카자흐스탄의 사격 선수 세르게이 벨랴예프. (~2020년)
- 1961년 - 대한민국의 언론인 김장겸.
- 1962년 - 일본의 배우, 성우 테라소마 마사키.
- 1963년
  - 프랑스의 영화 감독 미셸 공드리.
  - 팔레스타인의 정치인 이스마일 하니예. (~2024년)
- 1964년 - 러시아의 핸드볼 선수 바실리 쿠디노프.
- 1965년
  - 일본의 만화가 사쿠라 모모코. (~2018년)
  - 일본의 게임 제작자, 감독, 디자이너 이나후네 케이지.
- 1966년 - 대한민국의 방송작가 김성.
- 1967년 - 일본의 음악가 가지 히데키.
- 1969년 - 일본의 스모 선수 아케보노 다로. (~2024년)
- 1970년 - 스페인의 전 축구 선수, 현 축구 감독 루이스 엔리케.
- 1971년 - 대한민국의 정치인 손세익.
- 1973년
  - 일본의 만화가 아라카와 히로무.
  - 대한민국의 작곡가, 작사가 문성남.
- 1974년
  - 대한민국의 사격 선수 여갑순.
  - 대한민국의 전 야구 선수 장석희.
  - 대한민국의 현 야구 코치, 전 야구 선수 진갑용.
  - 대한민국의 배우 배해선.
  - 대한민국의 만화가 박은아.
- 1975년
  - 스페인의 가수 엔리케 이글레시아스.
  - 잉글랜드의 배우 조디 메이.
- 1977년
  - 대한민국의 무용가 김주원.
  - 일본의 가수, 성우, 배우 타카하시 치아키.
  - 대한민국의 요리연구가 샘 킴.
- 1978년
  - 대한민국의 래퍼 장우혁.
  - 브라질의 축구 선수 루시우.
- 1979년 - 대한민국의 기업인 장선영.
- 1980년
  - 대한민국의 전 야구 선수 이석만.
  - 대한민국의 작곡가 박진배.
  - 대한민국의 배구 선수 이지영.
- 1981년
  - 일본의 음악가 뮤지.
  - 이탈리아의 전 축구 선수 안드레아 바르찰리.
- 1982년 - 미국의 야구 선수 아드리안 곤살레스.
- 1983년
  - 대한민국의 축구 선수 문주원.
  - 대한민국의 배우 이상엽.
  - 대한민국의 자전거경기 선수 한송희.
  - 잉글랜드의 음악가 맷 윌리스.
  - 일본의 가수 나오토 (ORANGE RANGE).
- 1984년
  - 프랑스의 배우 아리안 라베드.
  - 러시아의 범죄자 막심 마르친케비치. (~2020년)
  - 미국의 개발자 존 레식.
- 1985년
  - 대한민국의 야구 선수 모창민 (NC 다이노스).
  - 일본의 성우 후지이 유키요.
- 1986년
  - 대한민국의 배우 김선호.
  - 일본의 성우 사토 사토미.
  - 대한민국의 야구 선수 이종환.
- 1987년
  - 대한민국의 레이싱 모델 민수아.
  - 일본의 축구 선수 오카다 유세이.
- 1988년 - 대한민국의 배우 이하준.
- 1989년 - 프랑스의 배우 노라 아르네제더.
- 1990년 - 일본의 프로레슬링 선수 시라이 이오.
- 1991년
  - 대한민국의 레이싱 모델 임솔아.
  - 대한민국의 야구 선수 김대유.
- 1992년
  - 대한민국의 아나운서 이가은.
  - 대한민국의 뮤지컬 배우 함연지.
  - 대한민국의 바둑 기사 이원영.
  - 대한민국의 축구 선수 강태욱.
  - 미국의 모델, 배우 올리비아 컬포.
- 1993년 - 대한민국의 스타크래프트 프로게이머 변현우.
- 1994년 - 독일의 유도 선수 미리암 부트케라이트.
- 1995년
  - 대한민국의 가수 정화.(EXID)
  - 대한민국의 배우 김혜준.
  - 대한민국의 뮤지컬 배우 황지호.
  - 대한민국의 배우 한지안.
  - 일본의 축구 선수 다무라 료스케.
- 1996년 - 대한민국의 가수, 배우 우제연.
- 1997년
  - 대한민국의 농구 선수 문상옥.
  - 대한민국의 가수 다올.
- 1998년
  - 대한민국의 가수 세라.
  - 대한민국의 체조 선수 이나경.
- 1999년
  - 브라질의 체조 선수 헤베카 안드라지.
  - 대한민국의 가수 가을.
- 2000년
  - 대한민국의 리그 오브 레전드 프로게이머 전태권.
  - 대한민국의 야구 선수 김건웅.
  - 대한민국의 리그 오브 레전드 프로게이머 디스트로이.
  - 일본의 배우 오노 리나.
- 2001년
  - 대한민국의 배우 김진성.
  - 대한민국의 배우, 모델 김우석.
  - 우즈베키스탄의 복싱 선수 아삿후자 무이딘후자예프.
- 2006년 - 대한민국의 가수 채린.
- 2008년 - 대한민국의 배우 최현진.

## 사망
- 535년 - 제56대 로마의 교황 교황 요한 2세. (470년~)
- 615년 - 제67대 로마의 교황 교황 보니파시오 4세. (550년~)
- 685년 - 제81대 로마의 교황 교황 베네딕토 2세. (635년~)
- 1794년 - 프랑스의 화학자 앙투안 라부아지에. (1743년~)
- 1880년 - 프랑스의 소설가 귀스타브 플로베르. (1821년~)
- 1903년 - 프랑스의 화가 폴 고갱. (1848년~)
- 1952년 - 헝가리 출신 미국의 영화 제작자 윌리엄 폭스. (1879년~)
- 1988년 - 미국의 소설가, 작가 로버트 A. 하인라인. (1907년~)
- 1975년 - 미국의 사업가 5대 IOC 위원장, 에이버리 브런디지. (1887년~)
- 1981년 - 독일의 법학자 볼프강 쿵켈. (1902년~)
- 1985년
  - 미국의 작가 시어도어 스터전. (1918년~)
  - 대한민국의 작가, 문학평론가 김기진. (1903년~)
- 1993년 - 북한의 시인 겸 극작가 조명암. (1913년~)
- 1995년 - 대만의 가수 덩리쥔. (1953년~)
- 2009년 - 일본의 바둑 기사 후지사와 히데유키. (1925년~)
- 2016년 - 대한민국의 언론인, 기업인 방우영. (1928년~)
- 2018년 - 영국의 영화 편집자 앤 V. 코츠. (1925년~)
- 2020년 - 미국의 마술사 로이 혼. (1944년~)
- 2021년
  - 대한민국의 정치인 이한동. (1934년~)
  - 독일계 미국인 건축가 헬무트 얀. (1940년~)
  - 미국의 재즈 트롬본 연주자 커티스 풀러. (1932년~)
- 2022년
  - 대한민국의 시인 김지하. (1941년~)
  - 미국의 영화배우 프레드 워드. (1942년~)
- 2025년
  - 미국의 법학자 데이비드 사우터. (1939년~)
  - 체코의 영화배우 이르지 바르토슈카. (1947년~)
  - 대한민국의 소설가 윤후명. (1946년~)
  - 대한민국의 배우 정명환. (1960년~)
  - 중국의 역사학자 추시구이. (1948년~)

## 기념일
- 어버이날 - 대한민국
- 부처님 오신 날 - 1984년, 2003년, 2022년, 2079년, 2098년
- 세계 적십자와 적신월사의 날
- 유럽 전승 기념일: 유럽
- 제2차 세계대전 희생자를 위한 기억과 화해의 시간
- 트루먼의 날: 미주리주

## 같이 보기
- 전날: 5월 7일 다음날: 5월 9일 - 전달: 4월 8일 다음달: 6월 8일
- 음력: 5월 8일
- 모두 보기